# Avon-les-Roches
Avon-les-Roches is een gemeente in het Franse departement Indre-et-Loire (regio Centre-Val de Loire) en telt 520 inwoners (1999). De plaats maakt deel uit van het arrondissement Chinon.

## Geografie
De oppervlakte van Avon-les-Roches bedraagt 32,9 km², de bevolkingsdichtheid is 15,8 inwoners per km².
De onderstaande kaart toont de ligging van Avon-les-Roches met de belangrijkste infrastructuur en aangrenzende gemeenten.

## Demografie
Onderstaande figuur toont het verloop van het inwonertal (bron: INSEE-tellingen).